# Carol Kenyon
Carol Kenyon (a vegades escrit Karol) és una cantant britànica.
Ha aparegut en diverses sessions de músics, en àlbums fent cors i també en concerts.
Les primeres actuacions les va fer amb National Youth Jazz Orchestra. També ha cantant amb Kylie Minogue, Mike Oldfield, Jon and Vangelis, Pet Shop Boys, Pink Floyd, Tommy Shaw, Roger Waters, Morrissey-Mullen, Tears for Fears iVan Morrison.

## Carrera
- 1981 Cors a l'àlbum de Jon & Vangelis, The Friends of Mr. Cairo.
- 1982 Cors a l'àlbum de Morrissey-Mullen, Life On The Wire.
- 1983 Veu principal al disc Heaven 17 single Temptation.
- 1984 Veu secundària a l'àlbum de Tommy Shaw, Girls with Guns concretament al track Outside in the Rain.
- 1984 Cors a l'àlbu de Vangelis i Demis Rusos, Reflection.
- 1986 Veu principal al single de Paul Hardcastle, Don't Waste My Time.
- 1989 Veu principal al single de Mike Oldfield, Nothing But de l'àlbum Earth Moving.
- 1989 Veu principal al single de Malcolm McLaren, Madame Butterfly de l'àlbum Waltz Darling. (que va arribar al número 20 de The UK Singles Chart)
- 1994 Cors a The Division Bell de Pink Floyd.
- 2005 Amb Pink Floyd al concert de Live 8 concert del Hyde Park.
- 2006-2007 Cors de la gira de Roger Waters, Dark Side of the Moon Live.